# Assaig metal·lúrgic

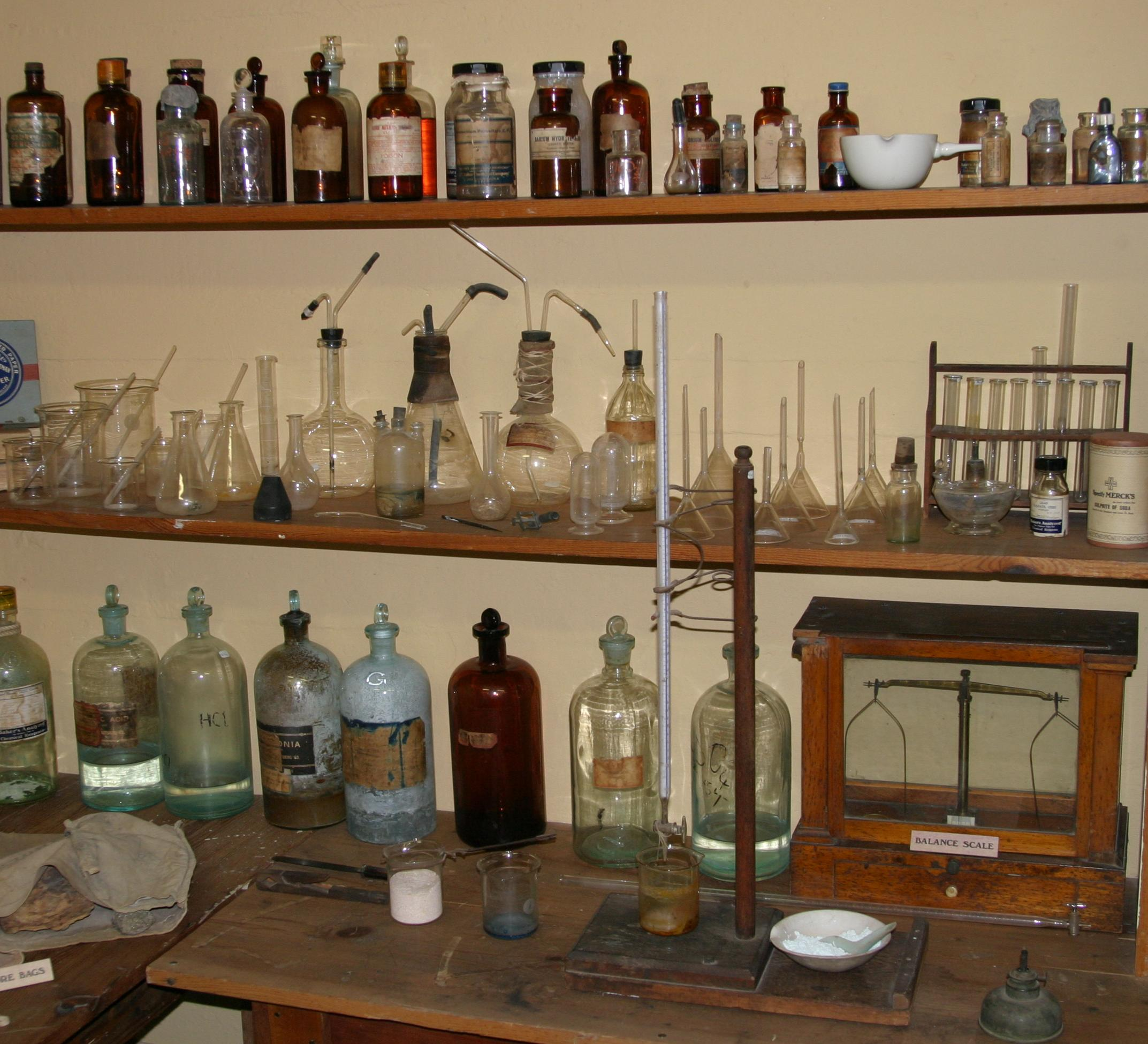
Un laboratori d'assaigs metal·lúrgics del al Tombstone Courthouse State Historic Park,d'Arizona.

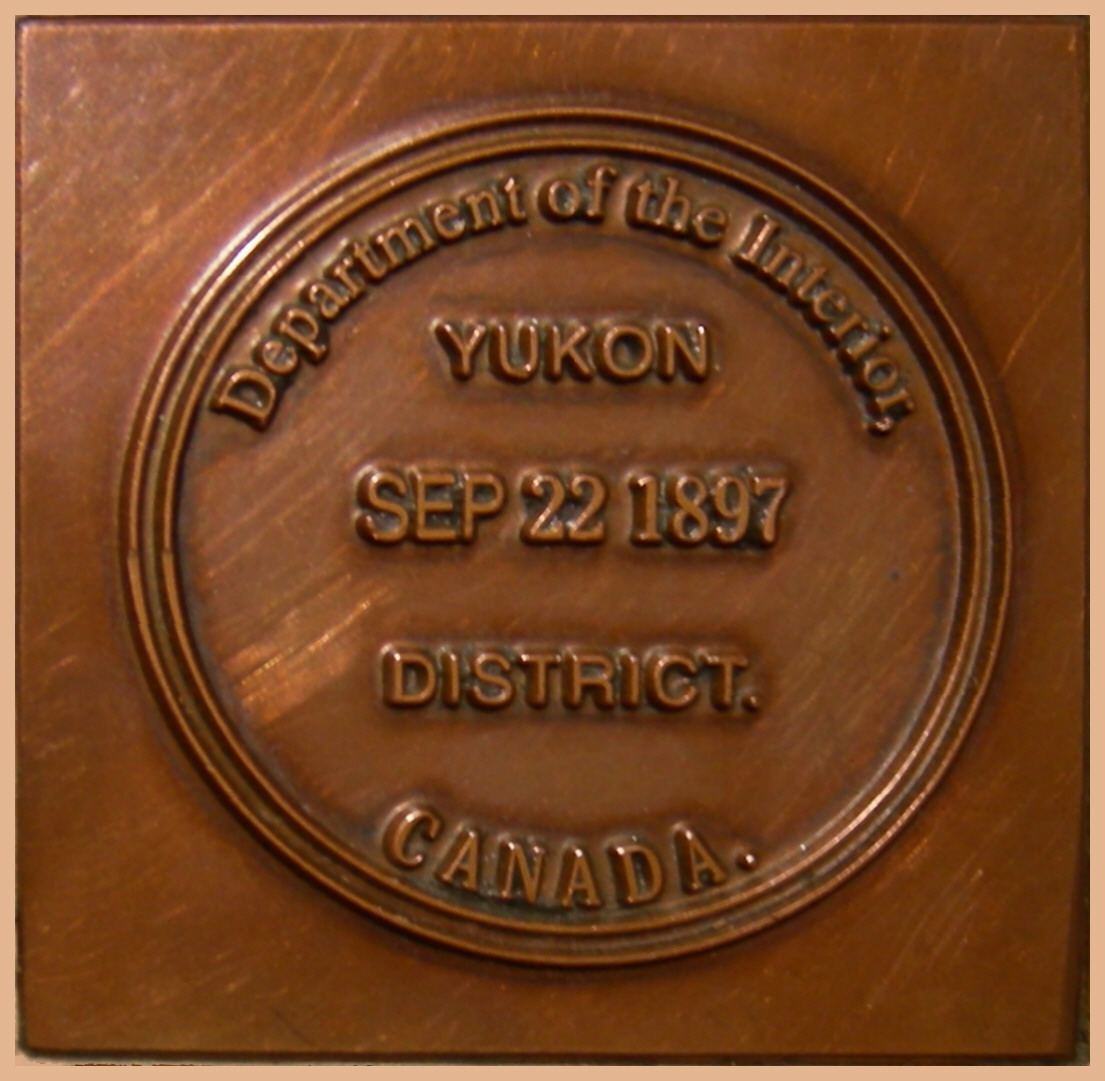
Un segell canadenc de finals del utilitzat per certificar la qualitat de l'or assajat.

Un assaig metal·lúrgic, en anglès:metallurgical assay, és una anàlisi de la composició d'una mena, un metall, o un aliatge. Pot ser una anàlisi quantitativa o qualitativa.
Algunes anàlisis són més adequades per materials en brut; altres ho són més per productes acabats.
El metalls preciosos s'analitzen en un laboratori oficial. La plata s'analitza per titulació, l'or per cupel·lació i el platí per espectrometria del tipus ICPOES.

## Pedra de toc
El mètode antic de la pedra de toc és particularment adequat per analitzar peces molt valuoses, per les quals els mètodes de presa de mostres destructius són inacceptables.

## Fluorescència de raigs X
La moderna espectrometria de fluorescència X també és una tècnica no destructiva adequada en assajos normals, és una tècnica ràpida, empra uns tres minuts, i els resultats poden ser impresos ràpidament des d'un ordinador.

## Cupel·lació/Assaig al foc
L'assaig al foc o cupel·lació és la tècnica més acurada i elaborada però és un assaig destructiu. Empra molt de temps però és el mètode estàndard aplicat per valorar la mena d'or i l'or i la plata en brut.

## Monedes
Les anàlisis de monedes sovint s'assignen a una seca o laboratori oficial per determinar i assegurar que totes les monedes fetes en la seca tenen el contingut i la puresa correctes de cada metall especificat. Això era particularment important quan circulaven en el comerç diari monedes d'or i de plata. Actualment pocs estats continuen emprant aquests metalls preciosos en el comerç quotidià.

### Assaigs amb foc
- Bugby, Edward E. A Textbook of Fire Assay 3rd ed (1940), Colorado School of mines Press, Golden Colorado.
- Fulton, H.C., A Manual of Fire Assaying, McGraw-Hill Book Company, Inc., New York, NY, 1911.
- Lenahan, W.C. and Murry-Smith, R. de L., Assay and Analytical Practice in the South African Mining Industry, South African Institute of Mining and Metallurgy, Johannesburg, South Africa, 1986.
- Shepard & Dietrich, A Textbook of Fire Assaying, McGraw-Hill Book Company, 1940.
- Taylor, P.R. (ed.), Prisbrey, K.A., Williams, J.F., Sampling, Preparation, Fire Assaying, and Chemical Analysis of Gold and Silver Ores and Concentrates, Department of Mining, Engineering and Metallurgy, University of Idaho, 1981.